# جائزة سيوال رايت
جائزة سيوال رايت هي جائزة علميّة تمنحها الجمعية الأمريكية لعلماء الطبيعة كل عام للباحثين النشطين رفيعي المستوى في علم الأحياء، والذين يقدمون إسهامات أساسية في التوحيد المفاهيمي للعلوم البيولوجية.
تأسست جائزة سيوال رايت في عام 1991، وسُمّيت على اسم عالم الوراثة الأمريكي سيوال رايت تكريماً له. لا يشترط أن يكون الشخص المُرشح للفوز بالجائزة عضوًا في الجمعية الأمريكية لعلماء الطبيعة، كما لا يُشترط أن يكون أمريكيّاً. يتسلّم الفائز بالجائزة درعاً، وجائزة ماليّة قدرها 1000 دولاراً أمريكيّاً خلال احتفالية تُقام فيها مأدبة.

## قائمة بأسماء الحاصلين على الجائزة
- 1992 راسل لاند
- 1993 جوزيف فيلسنشتاين
- 1994 ريتشارد س. ليونتين
- 1995 جون مينارد سميث
- 1996 روبرت ت. باين[3]
- 1997 دوغلاس ج. فوتويما[4]
- 1998 وليام د. هاميلتون[5]
- 1999 جانيس أنتونوفيكس[6]
- 2000 مونتغمري سلاتكين
- 2001 إيلكا أ.هانسكي[7]
- 2002 ليندا بارتريدج[8]
- 2003 ماري جين ويست إبرهارد[9]
- 2004 رودولف راف[10]
- 2005 روبرت إي ريكلفس[11]
- 2006 بريان تشارلزوورث[12]
- 2007 دولف شلوتر[13]
- 2008 سبنسر باريت[14]
- 2009 مايكل ج. ويد[15]
- 2010 وليام ر. رايس
- 2011 روبرت د. هولت
- 2012 ريتشارد إ. لينسكي
- 2013 جين التمان
- 2014 مارك كيركباتريك
- 2015 سارة أوتو
- 2016 مارك راوشير
- 2017 روث جير شو[16]
- 2018 جون مكنمارا
- 2019 جوناثان ب. لوسوس
- 2020 شارون ي. شتراوس